# Нагорники (Поречский сельсовет)
Наго́рники (бел. Нагорнікі) — деревня в Поречском сельсовете Дятловского района Гродненской области Белоруссии. По переписи населения 2009 года в Нагорниках проживало 2 человека.

## Этимология
Название деревни образовано от названия-определения: нагорники — жители возвышенной местности.

## География
Нагорники расположены в 27 км к северо-западу от Дятлово, 155 км от Гродно, 37 км от железнодорожной станции Новоельня.

## История
В 1880 году Нагорники — выселок, деревня в Пацевской волости Слонимского уезда Гродненской губернии (50 жителей). В 1905 году — 48 жителей.
В 1921—1939 годах Нагорники находились в составе межвоенной Польской Республики. В 1923 году в Нагорниках имелось 9 хозяйств, проживало 53 человека. В сентябре 1939 года Нагорники вошли в состав БССР.
В 1996 году Нагорники входили в состав колхоза «Поречье». В деревне насчитывалось 6 хозяйств, проживало 7 человек.